# 台灣半導體研究中心
國家實驗研究院台灣半導體研究中心（英語：Taiwan Semiconductor Research Institute），簡稱台灣半導體研究中心或TSRI，是中華民國的研究機構，由國家奈米元件實驗室和國家晶片系統設計中心合併於2019年並更名。隸屬於國家實驗研究院。

## 概述
台灣半導體研究中心是全世界唯一網羅積體電路設計、晶片下線製造、半導體元件製造研究於一身的國家級科技研發中心。

## 歷史
台灣半導體研究中心於2019 年1月30日在新竹科學園區成立，由國家實驗研究院下的國家奈米元件實驗室和國家晶片系統設計中心合併而成。
2020年，於國立成功大學力行校區啟用台灣半導體研究中心臺南基地。

## 據點
- 新竹基地，地址為新竹市東區展業一路26號。
- 臺南基地，地址為臺南市北區小東路25號。
- 國立成功大學奇美樓辦公處，地址為臺南市東區大學路1號之國立成功大學自強校區奇美樓7樓。